# حكيم أباد (كتول)
حکیم أباد (بالفارسية: حکیم‌آباد) هي قرية تقع في إيران في قسم کتول الریفي. يقدر عدد سكانها بـ 2,018 نسمة .